# Apeos
Apeos（アペオス）とは、富士フイルムビジネスイノベーション（旧・富士ゼロックス）のサービス環境の商品名。

## 概要
中核となるのは、デジタル複合機であるDocuCentreシリーズをベースに外部連係機能を強化した「ApeosPort」と呼ばれるモデル。デジタル複合機にファイルサーバと直接に連携できる機能を持たせ、複合機側からLAN上の他サーバ内にある文書データなどを扱うことができる。また、オプションの付属機器やソフトウェアを組み合わせることで、出力方法をより増やしたり、ID認証システムを付加してセキュリティ機能の強化などが実現できる。
ある程度は新規性のある、これまでの市場にあった商品とはやや性格が異なる商品であったため、テレビCMでは「それがいったい何なのかわからない」というティザー広告的展開をはかった。